# ウォレス・グレグソン

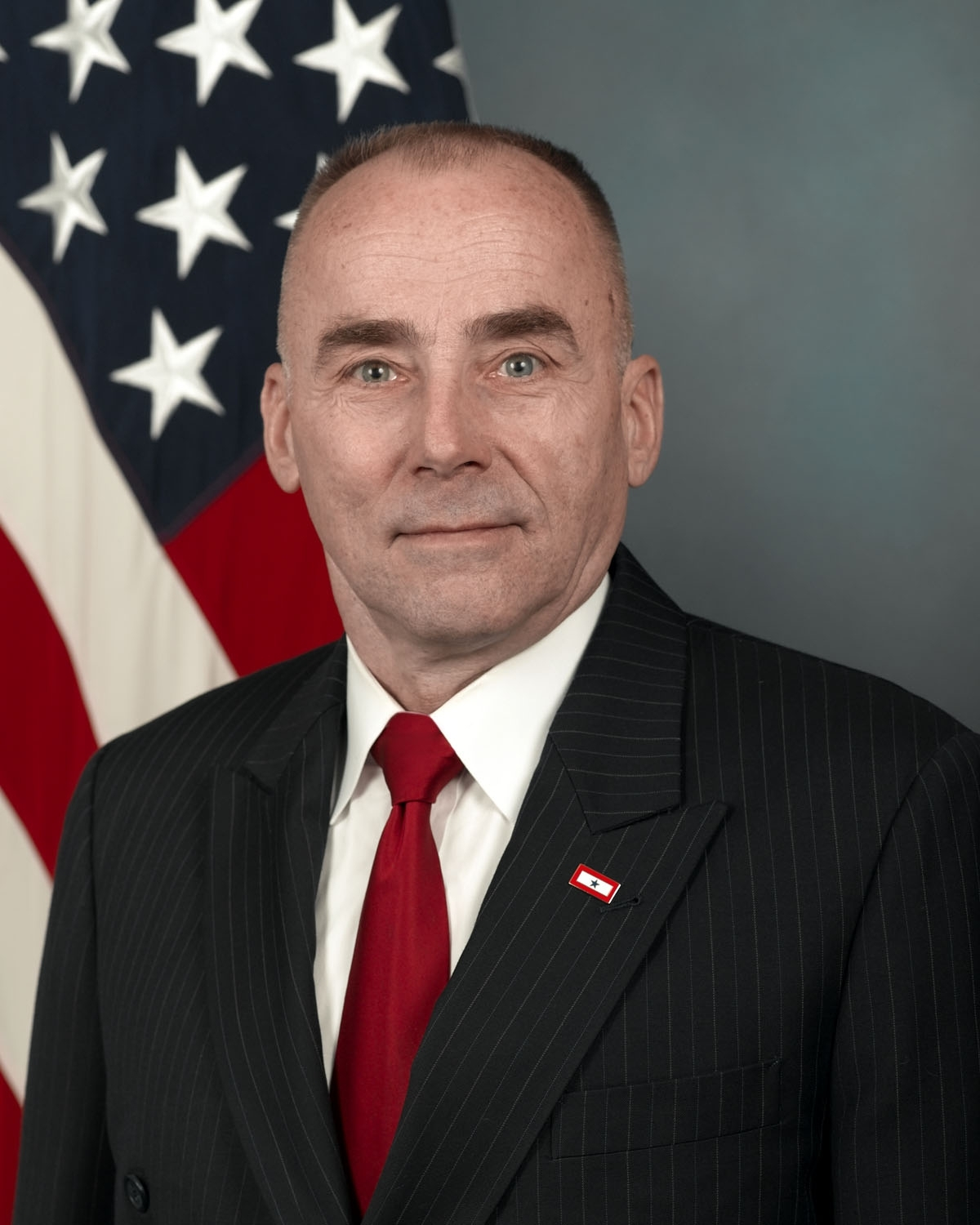
ウォレス・グレグソン

ウォレス・グレグソン（Wallace Gregson、1946年 - ）は、アメリカ合衆国の海兵隊員、政治家。退役海兵隊中将。在沖縄米海兵隊のトップであった。

## 経歴
1968年に海軍兵学校を卒業。その後、海軍大学校で戦略計画の修士号を、サルヴェ・レジーナ大学で国際関係の修士号を取得した。また、メリーランド大学から公共事業の名誉博士号を贈られた。
1969年2月から1970年8月まで第1偵察大隊の第1海兵師団に所属し、南ベトナムに駐留。その後は歩兵大隊副隊長、師団参謀役、大隊本部副司令官、第1海兵遠征軍作戦士官、ソマリアの希望回復作戦における統一タスクフォース作戦士官補佐を歴任。また歩兵中隊、第1海兵師団本部大隊、第5海兵連隊第1大隊、第7海兵連隊、第3海兵師団を指揮した。2001年から2005年までは在日アメリカ海兵隊司令官を務め、第3海兵遠征軍司令官と在日アメリカ海兵隊基地部隊司令官を兼任した。
1998年から2000年まで国防長官府アジア太平洋政策部長。2009年から国防次官補（アジア・太平洋安全保障問題担当）。2010年9月の尖閣諸島中国漁船衝突事件に際しては「日本政府の立場を全面的に支持する」と言明し、「中国の強引な海洋活動の拡大は地域の多くの諸国の懸念を高めている」と述べた。
ほか、アメリカ・オリンピック委員会の最高執行責任者も務めた。

## 栄典
- レジヨン・オブ・メリット勲章
- 銅星勲章
- パープルハート勲章
- 旭日重光章[2]
- 保国勲章国仙章[2]